# Lucienne Rabaté
Lucienne Rabaté, née Hélène Joséphine Marie Rabaté le 8 novembre 1885 dans le 5e arrondissement de Paris et morte le 1er octobre 1960 dans le même arrondissement, est une créatrice de mode française.

## Biographie
Hélène Joséphine Marie Rabaté naît en 1885 au 8, boulevard de l'Hôpital à Paris, chez ses parents, Eugène Rabaté, restaurateur, et Esther Mathilde Grosselin, son épouse.
Devenue créatrice de mode sous le nom de Lucienne Rabaté, elle dirige la maison Caroline Reboux de 1920 à 1956. C'est auprès d'elle que la jeune Gabrielle Chanel apprend les bases du métier de modiste.
Dans sa boutique parisienne au 9 avenue Matignon, Lucienne Rabaté reçoit les artistes (Marlène Dietrich, Elsa Triolet, Arletty, Madeleine Renaud) et les mondaines (Madame Pereire, la duchesse de Windsor, la baronne de Rothschild) pour lesquelles elle est « Mademoiselle Lucienne ». Sa créativité et son talent s'expriment au mieux lorsqu'elle forme un modèle de couvre-chef directement sur la tête de la cliente, faisant de la femme le point central de la création.
Elle réalise pour Wallis Simpson, future duchesse de Windsor, le chapeau qu'elle portera pour son mariage avec le roi Edouard VIII[réf. souhaitée].
On a pu voir ses chapeaux portés au théâtre par Marlène Dietrich dans Le Chevalier sans armure en 1937, par Yvonne de Bray dans La femme nue en 1940/41 au théâtre du gymnase et au cinéma par Madeleine Renaud dans Occupe-toi d'Amélie en 1952 et par Arletty dans Madame Sans-Gêne en 1941.
La princesse Bibesco écrit plusieurs ouvrages s'inspirant de Lucienne Rabaté et retranscrivant l'atmosphère de l'atelier de la modiste : Noblesse de robe, Éditions Grasset, 1928 et Fabienne ou la conscience professionnelle, Éditions Condé Nast, 1926. Son portrait dessiné apparaît dans un hors-série de Vogue intitulé Trente créateurs de la mode parisienne en février 1949 et illustré par Eric. En 1956, à la fermeture de la maison Reboux, le magazine L'Officiel de la Mode consacre un article à l'entreprise Caroline Reboux citant Lucienne Rabaté.
Elle est décrite comme « la plus grande modiste des années folles » (le XXe siècle des femmes, Florence Montreynaud, Nathan, 1989, page 186)
L'influence décisive qu'elle a eu dans le parcours de Coco Chanel est décrite par Edmonde Charles-Roux dans "Mon itinéraire Chanel", Grasset, 1974.
Le magazine Harper's Bazaar publie une photo de ses créations par Man Ray dans son édition du 15 mars 1940.
Elle meurt en 1960, en son domicile parisien du 1 rue du Cardinal-Lemoine.

Elle est inhumée au cimetière de Chatou, dans le caveau familial.

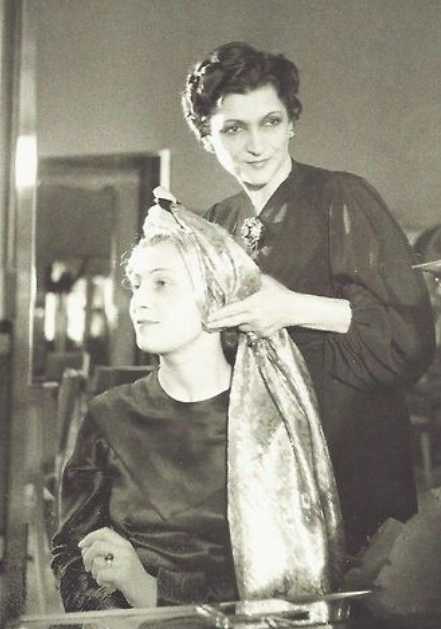
Lucienne Rabaté dans son atelier
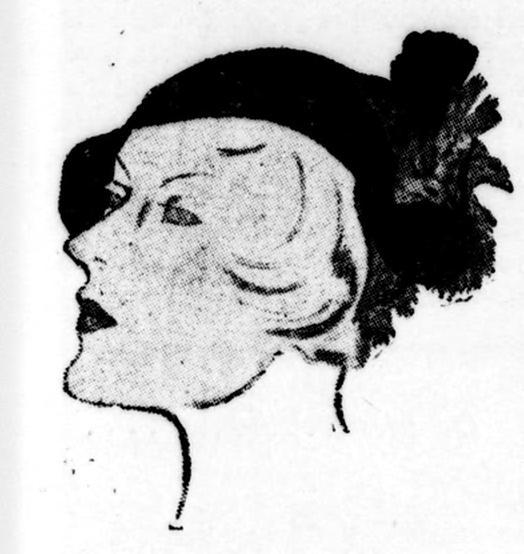
Chapeau, 1932, maison Caroline Reboux
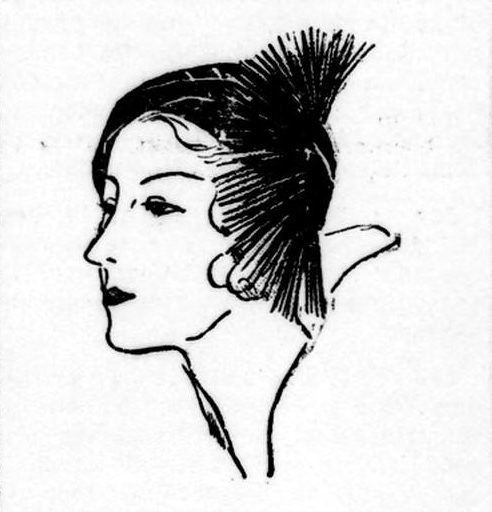
Chapeau, 1932, maison Caroline Reboux
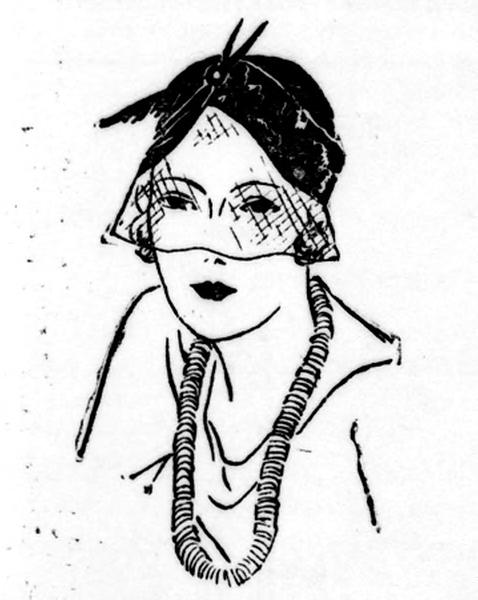
Chapeau, 1932, maison Caroline Reboux

## Collections
Ses créations sont conservées dans tous les grands musées consacrés à la mode :
- Musée des arts décoratifs, Paris
- Palais Galliera, musée de la mode de la ville de Paris
- MET, Metropolitan Museum, New York
- LACMA, Los Angeles County Museum of Art, Los Angeles
- Victoria and Albert Museum, Londres
- Museum at FIT (Fashion Institute of Technology), New York
- Kyoto Costume Institute, Kyoto, Japon
- Deutsche Kinematek, Marlene Dietrich collection, Berlin
- Rijksmuseum Amsterdam